# A magyar labdarúgó-bajnokság (első osztály) gólkirályainak listája
Az alábbi lista a magyar első osztályú labdarúgó-bajnokságok (Nemzeti Bajnokság, NBI) gólkirályait tartalmazza időrendben.
Az eddig 116 hivatalos, egészében lejátszott szezon során 29 csapat színeiben 72 különböző játékos ért el gólkirályi címet (ebből 6 külföldi).
| Szezon | Gólkirály(ok) (címek száma)                          | Csapat(ok)                                       | Gólok száma (megjegyzés) |
| --- | ---------------------------------------------------- | ------------------------------------------------ | ------------------------ |
| 1901 | Manno Miltiades                                      | Budapesti TC                                     | 17 (6 mérkőzésen)        |
| 1902 | Manno Miltiades (2)                                  | Budapesti TC                                     | 10 (7 mérkőzésen)        |
| 1903 | Károly Jenő                                          | MTK                                              | 15                       |
| 1904 | Pokorny József                                       | Ferencvárosi TC                                  | 16                       |
| 1905 | Károly Jenő (2)                                      | MTK                                              | 13                       |
| 1906–07 | Kelemen Béla                                         | MAC                                              | 21                       |
| 1907–08 | Vangel Gyula                                         | MAC                                              | 21                       |
| 1908–09 | Schlosser Imre                                       | Ferencvárosi TC                                  | 30 (15 mérkőzésen)       |
| 1909–10 | Schlosser Imre (2)                                   | Ferencvárosi TC                                  | 18                       |
| 1910–11 | Schlosser Imre (3)                                   | Ferencvárosi TC                                  | 38 (18 mérkőzésen)       |
| 1911–12 | Schlosser Imre (4)                                   | Ferencvárosi TC                                  | 34 (17 mérkőzésen)       |
| 1912–13 | Schlosser Imre (5)                                   | Ferencvárosi TC                                  | 33 (16 mérkőzésen)       |
| 1913–14 | Schlosser Imre (6)                                   | Ferencvárosi TC                                  | 21                       |
| Az első világháború miatt 1914 és 1916 ősze között csak nem hivatalos, amatőr, illetve hadibajnokságokat rendeztek.                                                                           |                                                      |                                                  |                          |
| 1914. ősz | Schlosser Imre                                       | Ferencvárosi TC                                  | 24 (10-11 mérkőzésen)    |
| 1915. tavasz | Schlosser Imre                                       | Ferencvárosi TC                                  | 21 (10 mérkőzésen)       |
| 1915. ősz | Schaffer Alfréd                                      | MTK                                              | 19                       |
| A bajnokság 1916 őszén indult újra. |                                                      |                                                  |                          |
| 1916–17 | Schlosser Imre (7)                                   | MTK                                              | 38 (16 mérkőzésen)       |
| 1917–18 | Schaffer Alfréd                                      | MTK                                              | 46 (22 mérkőzésen)       |
| 1918–19 | Schaffer Alfréd (2)                                  | MTK                                              | 41 (19 mérkőzésen)       |
| 1919–20 | Orth György                                          | MTK                                              | 28                       |
| 1920–21 | Orth György (2)                                      | MTK                                              | 21                       |
| 1921–22 | Orth György (3)                                      | MTK                                              | 26                       |
| 1922–23 | Priboj István                                        | Újpesti TE                                       | 25                       |
| 1923–24 | Jeszmás József                                       | Újpesti TE                                       | 15                       |
| 1924–25 | Molnár György                                        | MTK                                              | 21                       |
| 1925–26 | Takács II József                                     | Vasas SC                                         | 29                       |
| 1926–27 | Horváth László                                       | III. ker. TTE                                    | 14                       |
| 1927–28 | Takács II József (2)                                 | Ferencváros FC                                   | 31                       |
| 1928–29 | Takács II József (3)                                 | Ferencváros FC                                   | 41                       |
| 1929–30 | Takács II József (4)                                 | Ferencváros FC                                   | 40                       |
| 1930–31 | Vincze Jenő                                          | Bocskai FC Debrecen                              | 20                       |
| 1931–32 | Takács II József (5)                                 | Ferencváros FC                                   | 42 (22 mérkőzésen)       |
| 1932–33 | Jávor Pál                                            | Újpest FC                                        | 31                       |
| 1933–34 | Toldi Géza                                           | Ferencváros FC                                   | 27                       |
| 1934–35 | Cseh II László                                       | Hungária MTK FC                                  | 23                       |
| 1935–36 | Sárosi György                                        | Ferencváros FC                                   | 36                       |
| 1936–37 | Cseh II László (2)                                   | Hungária MTK FC                                  | 36                       |
| 1937–38 | Zsengellér Gyula                                     | Újpest FC                                        | 31                       |
| 1938–39 | Zsengellér Gyula (2)                                 | Újpest FC                                        | 56 (26 mérkőzésen)       |
| 1939–40 | Sárosi György (2)                                    | Ferencváros FC                                   | 23                       |
| 1940–41 | Sárosi György (3)                                    | Ferencváros FC                                   | 29                       |
| 1941–42 | Kalmár György                                        | Szeged FC                                        | 35                       |
| 1942–43 | Jenőfi Jenő és Zsengellér Gyula (3)                  | Vasas SC és Újpest FC                            | 26                       |
| 1943–44 | Zsengellér Gyula (4)                                 | Újpest FC                                        | 33                       |
| A második világháborús események miatt az 1944–45-ös bajnokságot néhány forduló után nem folytatták. Helyette fővárosi hadibajnokságot szerveztek, mely szintén nem ért véget a harcok miatt. |                                                      |                                                  |                          |
| 1944. ősz (félbeszakadt) | Sárosi György                                        | Ferencváros FC                                   | 13                       |
| A következő év első felében rendeztek új eseményt. |                                                      |                                                  |                          |
| 1945. tavasz | Zsengellér Gyula (5)                                 | Újpest FC                                        | 36                       |
| 1945–46 | Deák Ferenc                                          | Szentlőrinci AC                                  | 66 (34 mérkőzésen)       |
| 1946–47 | Deák Ferenc (2)                                      | Szentlőrinci AC                                  | 48                       |
| 1947–48 | Puskás Ferenc                                        | Kispesti AC                                      | 50                       |
| 1948–49 | Deák Ferenc (3)                                      | Ferencvárosi TC                                  | 59 (30 mérkőzésen)       |
| 1949–50 | Puskás Ferenc (2)                                    | Budapesti Honvéd SE                              | 31                       |
| 1950. ősz | Puskás Ferenc (3)                                    | Budapesti Honvéd SE                              | 25                       |
| 1951 | Kocsis Sándor                                        | Budapesti Honvéd SE                              | 30                       |
| 1952 | Kocsis Sándor (2)                                    | Budapesti Honvéd SE                              | 36                       |
| 1953 | Puskás Ferenc (4)                                    | Budapesti Honvéd SE                              | 27                       |
| 1954 | Kocsis Sándor (3)                                    | Budapesti Honvéd SE                              | 33                       |
| 1955 | Czibor Zoltán és Machos Ferenc                       | Budapesti Honvéd SE                              | 20                       |
| Az 1956-os forradalom miatt az adott évi bajnokságot nem fejezték be. |                                                      |                                                  |                          |
| 1957. tavasz | Szilágyi I Gyula                                     | Vasas SC                                         | 17                       |
| 1957–58 | Friedmanszky Zoltán és Molnár János                  | Ferencvárosi TC és MTK                           | 16                       |
| 1958–59 | Kisuczky Róbert, Monostori II Tivadar és Tichy Lajos | Csepel SC, Dorogi Bányász és Budapesti Honvéd SE | 15                       |
| 1959–60 | Albert Flórián                                       | Ferencvárosi TC                                  | 27                       |
| 1960–61 | Albert Flórián (2) és Tichy Lajos (2)                | Ferencvárosi TC és Budapesti Honvéd SE           | 21                       |
| 1961–62 | Tichy Lajos (3)                                      | Budapesti Honvéd SE                              | 29                       |
| 1962–63 | Bene Ferenc                                          | Újpesti Dózsa                                    | 23                       |
| 1963 | Tichy Lajos (4)                                      | Budapesti Honvéd SE                              | 13                       |
| 1964 | Tichy Lajos (5)                                      | Budapesti Honvéd SE                              | 28                       |
| 1965 | Albert Flórián (3)                                   | Ferencvárosi TC                                  | 27                       |
| 1966 | Farkas János                                         | Vasas SC                                         | 25                       |
| 1967 | Dunai II Antal                                       | Újpesti Dózsa                                    | 36 (európai ezüstcipő)   |
| 1968 | Dunai II Antal (2)                                   | Újpesti Dózsa                                    | 31 (európai bronzcipő)   |
| 1969 | Bene Ferenc (2)                                      | Újpesti Dózsa                                    | 27                       |
| 1970. tavasz | Dunai II Antal (3)                                   | Újpesti Dózsa                                    | 14                       |
| 1970–71 | Kozma Mihály                                         | Budapesti Honvéd SE                              | 25                       |
| 1971–72 | Bene Ferenc (3)                                      | Újpesti Dózsa                                    | 29                       |
| 1972–73 | Bene Ferenc (4)                                      | Újpesti Dózsa                                    | 23                       |
| 1973–74 | Kozma Mihály (2)                                     | Budapesti Honvéd SE                              | 27                       |
| 1974–75 | Bene Ferenc (5) és Kozma Mihály (3)                  | Újpesti Dózsa és Budapesti Honvéd SE             | 20                       |
| 1975–76 | Fazekas László                                       | Újpesti Dózsa                                    | 19                       |
| 1976–77 | Várady Béla                                          | Vasas SC                                         | 36 (európai ezüstcipő)   |
| 1977–78 | Fazekas László (2)                                   | Újpesti Dózsa                                    | 24                       |
| 1978–79 | Fekete László                                        | Újpesti Dózsa                                    | 31 (európai ezüstcipő)   |
| 1979–80 | Fazekas László (3)                                   | Újpesti Dózsa                                    | 36 (európai ezüstcipő)   |
| 1980–81 | Nyilasi Tibor                                        | Ferencvárosi TC                                  | 30 (európai ezüstcipő)   |
| 1981–82 | Hannich Péter                                        | Rába ETO Győr                                    | 22                       |
| 1982–83 | Dobány Lajos                                         | Pécsi Munkás SC és Szombathelyi Haladás VSE      | 23                       |
| 1983–84 | Szabó József                                         | Videoton SC                                      | 19                       |
| 1984–85 | Détári Lajos és Kiprich József                       | Budapesti Honvéd SE és Tatabányai Bányász SC     | 18                       |
| 1985–86 | Détári Lajos (2)                                     | Budapesti Honvéd SE                              | 27                       |
| 1986–87 | Détári Lajos (3)                                     | Budapesti Honvéd SE                              | 19                       |
| 1987–88 | Melis Béla                                           | Debreceni Munkás-Vasutas SC                      | 19                       |
| 1988–89 | Petres Tamás                                         | Videoton SC                                      | 19                       |
| 1989–90 | Dzurják József                                       | Ferencvárosi TC                                  | 18                       |
| 1990–91 | Gregor József                                        | Budapesti Honvéd SE                              | 15                       |
| 1991–92 | Fischer Pál és Orosz Ferenc                          | Siófoki Bányász SE és Vác FC–Samsung             | 16                       |
| 1992–93 | Répási László                                        | Vác FC–Samsung                                   | 16                       |
| 1993–94 | Illés Béla                                           | Kispest–Honvéd FC                                | 17                       |
| 1994–95 | Preisinger Sándor                                    | Zalaegerszegi TE FC                              | 21                       |
| 1995–96 | Ihor Nyicsenko                                       | Ferencvárosi TC és Stadler FC                    | 18                       |
| 1996–97 | Illés Béla (2)                                       | MTK FC                                           | 23                       |
| 1997–98 | Tiber Krisztián                                      | Gázszer FC Agárd                                 | 20                       |
| 1998–99 | Illés Béla (3)                                       | MTK Hungária FC                                  | 22                       |
| 1999–2000 | Tököli Attila                                        | Dunaferr SE                                      | 22                       |
| 2000–01 | Kabát Péter                                          | Vasas SC                                         | 24                       |
| 2001–02 | Tököli Attila (2)                                    | Dunaferr SE                                      | 28                       |
| 2002–03 | Kenesei Krisztián                                    | e.on–Zalaegerszegi TE FC                         | 23                       |
| 2003–04 | Tóth Mihály                                          | Matáv FC Sopron                                  | 17                       |
| 2004–05 | Tomáš Medveď                                         | Lombard Pápa Termál FC                           | 18                       |
| 2005–06 | Rajczi Péter                                         | Újpest FC                                        | 23                       |
| 2006–07 | Bajzát Péter                                         | Győri ETO FC                                     | 18                       |
| 2007–08 | Waltner Róbert                                       | Zalaegerszegi TE FC                              | 18                       |
| 2008–09 | Bajzát Péter (2)                                     | Győri ETO FC                                     | 20                       |
| 2009–10 | Nemanja Nikolić                                      | Kaposvári Rákóczi FC és Videoton FC              | 18                       |
| 2010–11 | André Alves                                          | Videoton FC                                      | 24                       |
| 2011–12 | Adamo Coulibaly                                      | Debreceni VSC                                    | 20                       |
| 2012–13 | Adamo Coulibaly (2)                                  | Debreceni VSC                                    | 18                       |
| 2013–14 | Simon Attila és Nikolics Nemanja (2)                 | Paks és Videoton                                 | 18                       |
| 2014–15 | Nikolics Nemanja (3)                                 | Videoton                                         | 21                       |
| 2015–16 | Böde Dániel                                          | Ferencváros                                      | 17                       |
| 2016–17 | Eppel Márton                                         | Budapest Honvéd                                  | 16                       |
| 2017–18 | Davide Lanzafame                                     | Budapest Honvéd                                  | 18                       |
| 2018–19 | Davide Lanzafame (2) és Holender Filip               | Ferencváros és Budapest Honvéd                   | 16                       |
| 2019–20 | Radó András                                          | Zalaegerszegi TE                                 | 13                       |
| 2020–21 | Hahn János                                           | Paksi FC                                         | 22                       |
| 2021–22 | Ádám Martin                                          | Paksi FC                                         | 31                       |
| 2022–23 | Varga Barnabás                                       | Paksi FC                                         | 26                       |
| 2023–24 | Varga Barnabás (2)                                   | Ferencváros                                      | 20                       |
| 2024-25 | Böde Dániel (2)                                      | Paksi FC                                         | 15                       |

## Statisztika
- Legtöbb cím: Schlosser Imre (7) (FTC: 1908–09, 1909–10, 1910–11, 1911–12, 1912–13, 1913–14; MTK: 1916–17)
- Legtöbb gól: Deák Ferenc (66) (Szentlőrinci AC: 1945–46)
- Legkevesebb gól: Manno Miltiades (10) (Budapesti TC: 1902)